# Borderline (téléfilm)
Pour les articles homonymes, voir Borderline.
Pour plus de détails, voir Fiche technique et Distribution.
Borderline est un téléfilm français réalisé par Olivier Marchal et diffusé le 7 octobre 2015 sur France 2, basé sur l'histoire vraie racontée par Christophe Gavat dans 96 heures, un commissaire en garde à vue.

## Synopsis
Willy Blain, patron de la Brigade de la répression du banditisme, se retrouve dans le collimateur de l'Inspection générale des services (IGS) qui dénonce ses pratiques hiérarchiques. Sa garde à vue va durer 96 heures, au cours desquelles il devra répondre aux questions de la commissaire Catherine Van Roy, dont la vision du rôle du policier se trouve diamétralement opposée à la sienne.

## Fiche technique
- Titre original : Borderline
- Réalisation : Olivier Marchal, Christophe Gavat et Laurent Guillaume.
- Scénario : Olivier Marchal d'après 96 heures, un commissaire en garde à vue de Christophe Gavat
- Musique : Erwann Kermorvant
- Production : Alchimic Films, Bad Company, en association avec la SOFICA Sofitvciné 3
- Pays d’origine : France
- Langue : Français
- Genre : Policier
- Durée : 97 minutes
- Date de diffusion : 7 octobre 2015 sur France 2

## Distribution
Sauf indication contraire, les informations mentionnées dans cette section peuvent être confirmées par la base de données cinématographiques IMDb,  présente dans la section « Liens externes ».
- Bruno Wolkowitch : commissaire divisionnaire Willy Blain (inspiré de Christophe Gavat)
- Patrick Catalifo : commissaire divisionnaire Philippe Jansen, patron de la BRI (inspiré de Michel Neyret)
- Catherine Marchal : commissaire divisionnaire Catherine Van Roy, de l'IGS
- Pascal Elso : commissaire divisionnaire Joseph Dahan, directeur de l'IGS
- Vincent Jouan : capitaine Richard Moreau, de l'IGS
- Laure Marsac : Camille Blain
- Jean Dell : Samuel Bergson
- Jacques Perrin : Henri Van Roy, le père de Catherine Van Roy
- Maud Jurez : Noëlla
- Alain Figlarz : Karim Beloufa
- Nassim Boutelis : Samir
- Hervé Dubourjal : juge d'instruction Charles Vojak
- Louis Duneton : Lucas Blain
- Ninon Marchal : Lilou Blain
- Muratt Atik : Driou
- Christophe Gavat : Bruno Agostini
- Jules Balekdjian : Léo Van Roy
- Célia Catalifo : Marion
- Gonzo : Officier intervenant
- Djessi Camara : Conducteur moto
- Mechrafi Akim : Homme de main (non crédité)
- Carl Ernouf : Policier (non crédité)
- Amine Mehdi : Client bar (non crédité)
- Marine Moal : Bouchonneuse (non crédité)
- Pascal Remoissenet : Médecin du SAMU

## Inspiration
Le téléfilm est une adaptation romancée du livre autobiographique de Christophe Gavat (dont est inspiré le rôle de Bruno Wolkowitch), 96 heures, un commissaire en garde à vue,. Le 29 septembre 2011, le numéro deux de la police judiciaire de Lyon, Michel Neyret (dont est inspiré le rôle de Patrick Catalifo) est placé en garde à vue par l'Inspection générale des services. Il est soupçonné d'avoir informé le réseau lyonnais et de s'être servi dans les saisies de résines de cannabis. Le 30 septembre 2011, son subalterne, Christophe Gavat, chef de la police judiciaire de Grenoble est, à son tour, mis en garde à vue pour complicité. Il le restera pendant 96 heures.

## Tournage
Le tournage a pris 22 jours.
C'est la première fois que Bruno Wolkowitch tourne sous la direction d'Olivier Marchal et qu'il interprète un personnage inspiré d'une personne qu'il connaît personnellement. Patrick Catalifo avait, quant à lui, déjà tourné au cinéma dans un film d'Olivier Marchal : Les Lyonnais, où il interprétait un rôle de policier qui n'est pas sans rappeler celui incarné dans ce téléfilm.
Le budget a été de 2,4 millions d'euros.

## Accueil critique
Le Monde salue « l'une [des] meilleures fictions » d'Olivier Marchal soulignant le « duo Bruno Wolkowitch-Catherine Marchal [...] impeccable, et leur jeu subtil » mis en scène dans un huis clos qui « s'appuie essentiellement sur l’intensité des dialogues, des regards et des face-à-face ».

## Audience
Lors de sa diffusion le 7 octobre 2015, sur France 2, le téléfilm a rassemblé 5,8 millions de téléspectateurs, en France, soit 24,4 % de part d'audience, la meilleure pour la chaîne depuis avril 2008.

## Récompenses
- Festival de la fiction TV de La Rochelle 2015[6] :
  - Meilleur téléfilm
  - Meilleure interprétation masculine pour Patrick Catalifo
  - Meilleure musique pour Erwann Kermorvant
- Festival Polar de Cognac 2016 : Polar du meilleur film unitaire francophone de télévision

## Musiques additionnelles
Sauf indication contraire, les informations mentionnées dans cette section peuvent être confirmées par le générique de fin de l'œuvre audiovisuelle présentée ici, ainsi que par la base de données cinématographiques IMDb,  présente dans la section « Liens externes ».
- Sonate au Clair de Lune de Ludwig van Beethoven
- Are You Going with Me? (en) de Pat Metheny Group.